# Mathys Lotrian
Pour les articles homonymes, voir Lotrian.

a Compétitions nationales et continentales officielles uniquement.

b Matchs officiels uniquement.
Dernière mise à jour le 18 juin 2025.
Mathys Lotrian, né le 18 février 2004, est un joueur français de rugby à XV. Il évolue au poste de talonneur à l'USA Perpignan.
Son frère ainé, Sacha Lotrian, est également un joueur professionnel de rugby à XV, évoluant à l'USA Perpignan de 2019 à 2024.

## Biographie
Mathys Lotrian réside à Pézilla-la-Rivière. Il est le frère cadet de Sacha Lotrian, joueur français de rugby à XV et fils de Daniel et Mickaela, qui tiennent une entreprise de fruits et légumes à Saint-Charles.
Lors de la saison 2023-2024, il joue avec les espoirs de l'USA Perpignan. En mars 2024, il compte sept titularisations pour deux essais lorsqu'il est convoqué en équipe de France des moins de 20 ans à partir de la quatrième journée du Tournoi des Six Nations,. Il est titularisé contre le pays de Galles. Lors du match, gagné 45 à 12 par la France, Lotrian sort dès la première minute à cause d'une commotion cérébrale. Fin avril 2024, il participe à un stage en Géorgie avec un match contre l'équipe de Géorgie des moins de 20 ans. La même année, il est sélectionné dans le cadre du Championnat du monde junior. Dans ce championnat, il a l'occasion d'être sélectionné pour le dernier match de poule de la France, décisif pour la demi-finale. Il retrouve comme adversaire l'équipe galloise. N'étant pas retenu pour la finale, la France s'incline 21 à 13 contre l'Angleterre.
Lors de la saison 2024-2025, il est convoqué en tant que remplaçant avec l'équipe senior de l'USAP en Challenge Cup contre les Italiens du Zebre Parma. Il n'entre cependant pas en jeu,. Par la suite, en Top 14, il est présent dans le groupe élargi de la confrontation contre l'ASM Clermont. Après une saison prometteuse en espoir, où il marque neuf essais en dix matchs, Mathys Lotrian joue ses premières minutes de Top 14 dans une rencontre contre le Stade rochelais. Il est en effet titulaire à la suite des blessures aux adducteurs d'Ignacio Ruiz et de Victor Montgaillard,. Lors de la rencontre, avec 13 plaquages, il est le troisième meilleur plaqueur de la rencontre. Cette dernière se termine par une défaite catalane 38 à 15. Lors de la dernière journée du Top 14, Mathys Lotrian rentre en jeu à la 50e minute contre le Stade toulousain, il marque ses deux premiers essais en professionnel, contribuant à la victoire catalane 42 à 35,. Lui et Jefferson-Lee Joseph sont remarqués à la suite du match pour leur prestation. Il est ensuite remplaçant lors du barrage d'accession contre le FC Grenoble, participant à la victoire de son équipe et au maintien du cub en Top 14,,.

## Statistiques en équipe nationale
Mathys Lotrian est sélectionné en équipe de France des moins de 20 ans pour le Tournoi des Six Nations 2024 et le Championnat du monde 2024. Dans la première compétition, il dispute un match en tant que titulaire. Dans le Championnat du monde, il prend part à une rencontre.

## Palmarès
- Finaliste du Championnat du monde junior en 2024[note 1] avec l'équipe de France des moins de 20 ans.